# 安多弗 (愛荷華州)
安多弗（英語：Andover）是美国艾奥瓦州克林頓縣下轄的一个城市。2010年人口统计为103人。